# Новий Беной
Новий Беной (рос. Новый Беной) — село у Гудермеському районі Чечні Російської Федерації.
Населення становить 1735 осіб (2019). Входить до складу муніципального утворення Ново-Бенойське сільське поселення.

## Історія
Згідно із законом від 27 лютого 2009 року органом місцевого самоврядування є Ново-Бенойське сільське поселення.

## Населення
У 2017 році 1781 особа, 2018 - 1771 особа, 2019 - 1735 осіб.